# Amadou Dia Ba
Amadou Dia Ba, född den 22 september 1958, är en senegalesisk före detta friidrottare som tävlade i häcklöpning.
Dia Bas främsta merit är silvret på 400 meter häck från Olympiska sommarspelen 1988 i Seoul. Han noterade i finalen ett nytt personligt rekord med tiden 47,23. Han var även med i två VM-finaler. Vid VM 1987 slutade han på femte plats och vid VM 1983 slutade han sjua.
I afrikanska mästerskapen i friidrott segrade han fem gånger under åren 1982-1988.

## Personliga rekord
- 400 meter häck - 47,23 från 1988